# 샤니카 놀스
샤니카 놀스(Shanica Knowles, 1988년 11월 17일 ~ )는 미국의 배우이다.